# Onze-Lieve-Vrouw-Onbevlekt-Ontvangenkerk (Evere)
De Onze-Lieve-Vrouw-Onbevlekt-Ontvangenkerk (Frans: Église Notre-Dame Immaculée) is een rooms-katholiek kerkgebouw aan de Onze-Lieve-Vrouwlaan 1 te Evere.
Deze kerk werd gebouwd in 1932 en ingezegend in 1933. Het is een opvallend bakstenen gebouw, met een vierkant grondplan en een hoge voorgebouwde toren.